# وی‌روم
وی‌روم (انگلیسی: Vroom) شرکت تجارت الکترونیک آمریکایی است، که در سال ۲۰۱۳ تأسیس شد.